# Стахівці
Стахівці (біл. вёска Стахоўцы) — село в складі Мядельського району Мінської області, Білорусь. Село підпорядковане Занарачанській сільській раді, розташоване в північній частині області.